# Говорун, Вадим Маркович
Вадим Маркович Говорун (род. 27 октября 1964, Братск, Иркутская область) — российский учёный-биолог, медик, специалист в области молекулярной диагностики, геномики, протеомики и системной биологии, доктор биологических наук, профессор, академик РАН (2016).

## Биография
Родился 27 октября 1964 года в Братске.
В 1981—1987 годах — студент медико-биологического факультета 2-го Московского медицинского института им. Н. И. Пирогова.
В 1987 году начал работать в Институте физико-химической медицины Минздрава РСФСР. В 1991 году защитил кандидатскую диссертацию по специальности «биохимия».
В 1991—1994 годах стажировался в Центре молекулярной медицины им. Макса Дельбрюка в Берлине, ФРГ.
C 1994 года возглавляет научно-производственную фирму «Литех», где начал разработку наборов реагентов для диагностики инфекционных заболеваний при помощи полимеразной цепной реакции.
В 1996 году — приглашенный профессор в Реннском университете на кафедре микробиологии, Франция.
В 1999—2014 годах — профессор кафедры биохимии медико-биологического факультета РГМУ им. Н. И. Пирогова.
2000 — защитил докторскую диссертацию по специальностям биохимия 03.00.04 и молекулярная биология 03.00.03.
2003 — присвоено звание профессора по специальности «биохимия».
В 2001—2007 годах — ведущий научный сотрудник протеомного отдела НИИ биомедицинской им. В. Н. Ореховича РАМН.
В 2003—2015 годах — заместитель директора по научной работе НИИ физико-химической медицины ФМБА.
В 2006—2024 годах— заведующий кафедрой молекулярной и трансляционной медицины МФТИ; читал курс лекций «Протеомика и метаболомика».
В 2006—2018 годах — заведующий лабораторией протеомики Института биоорганической химии им. М. М. Шемякина и Ю. А. Овчинникова РАН.
В 2015—2021 годах — генеральный директор ФГБУ «Федеральный научно-клинический центр физико-химической медицины ФМБА России», созданный на базе НИИ физико-химической медицины ФМБА России и присоединенной к нему Клинической больницы № 123 ФМБА России.
В 2016—2017 годах — заместитель директора Института биоорганической химии им. М. М. Шемякина и Ю. А. Овчинникова РАН.
С 2021 года — директор ФБУН НИИ системной биологии и медицины Роспотребнадзора.
С 28.06.2022 года — вошёл в состав Совета при Президенте Российской Федерации по науке и образованию.
С апреля 2023 года — член президиума Совета при Президенте Российской Федерации по науке и образованию.
С 2025 года – заведующий кафедрой системной и синтетической биологии ФМБФ (физтех-школы биологической и медицинской физики) МФТИ.. 

## Семья
Брат — Олег Говорун — российский государственный служащий, министр регионального развития РФ (2012).

## Членство в организациях
- 2011 — избран членом-корреспондентом РАМН.
- 2015 — член редакционного совета журнала «Медицина экстремальных ситуаций».
- 2016 — избран действительным членом РАН, c 28.10.2016 — Отделение медицинских наук (физико-химическая медицина)[3].
- 2022 — член Совета при Президенте Российской Федерации по науке и образованию[4]

## Научная деятельность
Под руководством В. М. Говоруна продолжаются исследования по системной биологии бактерий с редуцированным геномом (Mycoplasma gallisepticum); реализуется проект по изучению состава микробиоты желудочно-кишечного тракта, характерной для жителей различных территорий РФ, в норме и патологии. Ведутся исследования по оценке возможного вклада микроорганизмов в развитие ряда патологических состояний, таких как болезнь Крона, ХОБЛ, а также исследуются новые патогенетические механизмы нейродегенеративных заболеваний (синдром Гийена-Барре). Также В. М. Говорун работает над созданием алгоритмов персонифицированной медицины, трансляции фундаментальных биомедицинских знаний в практическое здравоохранение.
Автор более 330 научных статей в международных и отечественных журналах, а также 10 патентов на изобретения. Под его руководством защищено 6 докторских и 15 кандидатских диссертаций, а также 25 дипломных проектов. Индекс Хирша составляет 41 (Scopus), более 7300 цитирований.

### Основные публикации
- Marat S. Pavlyukov, Hai Yu, Soniya Bastola, Mutsuko Minata, Victoria O. Shender, Yeri Lee, Suojun Zhang, Jia Wang, Svetlana Komarova, Jun Wang, Shinobu Yamaguchi, Heba Allah Alsheikh, Junfeng Shi, Dongquan Chen, Ahmed Mohyeldin, Sung-Hak Kim, Yong Jae Shin, Ksenia Anufrieva, Evgeniy G. Evtushenko, Nadezhda V. Antipova, Georgij P. Arapidi, Vadim Govorun, Nikolay B. Pestov, Mikhail I. Shakhparonov, L. James Lee, Do-Hyun Nam, Ichiro Nakano. Apoptotic Cell-Derived Extracellular Vesicles Promote Malignancy of Glioblastoma Via Intercellular Transfer of Splicing Factors. Cancer Cell. 2018 Jul 9; 34(1): 119—135. e10, DOI: /doi.org/10.1016/j.ccell.2018.05.012
- Anufrieva KS, Shender VО, Arapidi GP, Pavlyukov MS, Shakhparonov MI, Shnaider PV, Butenko IO, Lagarkova MA, Govorun VM. Therapy-induced stress response is associated with downregulation of pre-mRNA splicing in cancer cells. Genome Med. 2018 Jun 27;10(1):49. doi: 10.1186/s13073-018-0557-y.
- Fisunov GY, Evsyutina DV, Manuvera VA, Govorun VM. Binding site of restriction-modification system controller protein in Mollicutes. BMC Microbiology. 2017 17, 1, 1-7. DOI: 10.1186/s12866-017-0935-4.
- Fisunov GY, Evsyutina DV, Garanina IA, Arzamasov AA, Butenko IO, Altukhov IA, Nikitina AS, Govorun VM. Ribosome profiling reveals an adaptation strategy of reduced bacterium to acute stress Biochimie. 2017 Jan; 132:66-74. doi: 10.1016/j.biochi.2016.10.015
- Fisunov GY, Evsyutina DV, Semashko TA, Arzamasov AA, Manuvera VA, Letarov AV, Govorun VM. Binding site of MraZ transcription factor in Mollicutes. Biochimie.2016 Jun;125:59-65. doi: 10.1016/j.biochi.2016.02.016.
- Mazin PV, Fisunov GY, Gorbachev AY, Kapitskaya KY, Altukhov IA, Semashko TA, Alexeev DG, Govorun VM. Transcriptome analysis reveals novel regulatory mechanisms in a genome-reduced bacterium. Nucleic Acids Res. 2014 Dec 1;42(21):13254-68. doi: 10.1093/nar/gku976.
- Gusev O, Suetsugu Y, Cornette R, Kawashima T, Logacheva MD, Kondrashov AS, Penin AA, Hatanaka R, Kikuta S, Shimura S, Kanamori H, Katayose Y, Matsumoto T, Shagimardanova E, Alexeev D, Govorun V, Wisecaver J, Mikheyev A, Koyanagi R, Fujie M, Nishiyama T, Shigenobu S, Shibata TF, Golygina V, Hasebe M, Okuda T, Satoh N, Kikawada T. Comparative genome sequencing reveals genomic signature of extreme desiccation tolerance in the anhydrobiotic midge. Nat Commun. 2014 Sep 12;5:4784. doi: 10.1038/ncomms5784.
- Vanyushkina AA, Fisunov GY, Gorbachev AY, Kamashev DE, Govorun VM. Metabolomic analysis of three mollicute species. PLoS One. 2014; 9(3): e89312. doi: 10.1371/journal.pone.0089312
- Gorbachev AY, Fisunov GY, Izraelson M, Evsyutina DV, Mazin PV, Alexeev DG, Pobeguts OV, Gorshkova TN, Kovalchuk SI, Kamashev DE, Govorun VM. DNA repair in Mycoplasma gallisepticum. BMC Genomics 2013;14:726. doi: 10.1186/1471-2164-14-726.
- Shashkova T, Popenko A, Tyakht A, Peskov K, Kosinsky Y, Bogolubsky L, Raigorodskii A, Ischenko D, Alexeev D, Govorun V. Agent based modeling of human gut microbiome interactions and perturbations. PLoS One. 2016 Feb 19;11(2): e0148386. doi: 10.1371/journal.pone.0148386.
- Tyakht AV, Kostryukova ES, Popenko AS, Belenikin MS, Pavlenko AV, Larin AK, Karpova IY, Selezneva OV, Semashko TA, Ospanova EA, Babenko VV, Maev IV, Cheremushkin SV, Kucheryavyy YA, Shcherbakov PL, Grinevich VB, Efimov OI, Sas EI, Abdulkhakov RA, Abdulkhakov SR, Lyalyukova EA, Livzan MA, Vlassov VV, Sagdeev RZ, Tsukanov VV, Osipenko MF, Kozlova IV, Tkachev AV, Sergienko VI, Alexeev DG, Govorun VM. Human gut microbiota community structures in urban and rural populations in Russia. Nat Commun. 2013;4:2469. doi: 10.1038/ncomms3469.
- Fesenko I, Seredina A, Arapidi G, Ptushenko V, Urban A, Butenko I, Kovalchuk S, Babalyan K, Knyazev A, Khazigaleeva R, Pushkova E, Anikanov N, Ivanov V, Govorun VM. The Physcomitrella patens chloroplast proteome changes in response to protoplastation. Front Plant Sci. 2016 Nov 4;7:1661.
- Fesenko IA, Arapidi GP, Skripnikov AY, Alexeev DG, Kostryukova ES, Manolov AI, Altukhov IA, Khazigaleeva RA, Seredina AV, Kovalchuk SI, Ziganshin RH, Zgoda VG, Novikova SE, Semashko TA, Slizhikova DK, Ptushenko VV, Gorbachev AY, Govorun VM, Ivanov VT. Specific pools of endogenous peptides are present in gametophore, protonema, and protoplast cells of the moss Physcomitrella patens. BMC Plant Biology 2015 15:87 doi: 10.1186/s12870-015-0468-7.
- Ziganshin RH, Ivanova OM, Lomakin YA, Belogurov AA Jr, Kovalchuk SI, Azarkin IV, Arapidi GP, Anikanov NA, Shender VO, Piradov MA, Suponeva NA, Vorobyeva AA, Gabibov AG, Ivanov VT, Govorun VM. The pathogenesis of the demyelinating form of Guil-lain-Barre Syndrome (GBS): Proteo-peptidomic and immunological profiling of physiological fluids. Mol Cell Proteomics. 2016 Jul;15(7):2366-78. doi: 10.1074/mcp.M115.056036.